# The Dial
The Dial (La meridiana o l'indicatore del tempo dal latino: rota dialis (quadrante), francese antico dyal, "sembrare") con il sottotitolo: A Magazine for Literature, Philosophy, and Religion, è stata una rivista statunitense pubblicata ad intervalli dal 1840 al 1929. È stata la principale pubblicazione dei trascendentalisti. Dal 1880 al 1919 fu una rivista di politica e di critica letteraria. Dal 1920 al 1929 fu un riferimento per la letteratura modernista in lingua inglese.
The Dial ha pubblicato in totale 86 numeri. In particolare ha pubblicato, per la prima volta in America "The Waste Land" di T.S. Eliot, un numero speciale su Marcel Proust dopo la sua morte nel 1922, e qualcosa di e su Ezra Pound.

## Storia

### Pubblicazione principale dei trascendentalisti (1840 - 1944)
Nella sua prima forma, tra il 1840 e il 1844, The Dial è stata la pubblicazione principale dei Trascendentalisti. La rivista era basata su modelli europei come il britannico The Monthly Magazine: fu pubblicata quattro volte l'anno. Gli editori erano Margaret Fuller (1840-1842), Ralph Waldo Emerson (1842-1844) e Henry David Thoreau (per il numero di aprile 1843). Altri autori furono John Sullivan Dwight, James Russell Lowell e George Riley. Dopo l'interruzione delle pubblicazioni, per mancanza di denaro, intorno al 1860 ci fu un tentativo di rianimarla, ma invano.

### Giornale di critica politica e letteraria (1880 - 1913)
Dal 1880 al 1913 riapparve The Dial: in questo periodo gli argomenti della rivista furono la critica politica e letteraria. In questo intervallo di tempo, l'editore fu il poeta ed editore di Chicago Francis Fisher Browne, che era vicino ai trascendentalisti. Per un breve periodo lavorò per la rivista anche Margaret Anderson, che in seguito divenne redattrice di The Little Review. Nel 1898 la rivista letteraria The Chap-Book, apparsa tra il 1894 e il 1898, fu fusa in The Dial.

### Ponte di collegamento per il modernismo anglo-americano (1920 - 1929)
Nel 1920 ripresero le pubblicazioni della rivista grazie all'editore Scofield Thayer e dal regista e filantropo James Sibley Watson, questa continuò ad apparire fino al 1929 e fu un punto focale del modernismo anglo-americano.
Quest'ultimo formato divenne il più proficuo ed influente. Nel solo primo anno, avevano pubblicato nella rivista Sherwood Anderson, Djuna Barnes, Kenneth Burke, Edward Estlin Cummings, William Carlos Williams, Hart Crane, William Butler Yeats. Sulla rivista sono apparsi anche articoli sulle arti visive moderne, per i quali avevano coinvolto importanti autori esterni come Ezra Pound (in quanto espatriato), T.S. Eliot, Thomas Mann e Hugo von Hofmannsthal.
Nel 1924 Ernest Hemingway criticò The Dial nella sua poesia The Soul of Spain With McAlmon and Bird the Publishers, pubblicata sulla rivista tedesca Der Cross-Section.

## The Dial Award
Nel giugno 1921, Thayer e Watson annunciarono l'assegnazione del The Dial Award, dotato di $ 2.000, ciascuno da dare a un collaboratore della rivista. Furono assegnati un totale di otto premi:
- 1921: Sherwood Anderson
- 1922: T. S. Eliot
- 1923: Van Wyck Brooks
- 1924: Marianne Moore
- 1925: E. E. Cummings
- 1926: William Carlos Williams
- 1927: Ezra Pound
- 1928: Kenneth Burke